# مارسيل غوفرو
مارسيل غوفرو هو لاعب سنوكر كندي، ولد في 9 يناير 1955 في كندا.

## روابط خارجية
- مارسيل غوفرو على موقع CueTracker.net (الإنجليزية)